# عزيت
عزيت قرية سورية تتبع ناحية السودا في منطقة طرطوس في محافظة طرطوس. بلغ عدد سكانها 916 نسمة في عام 2004 حسب إحصاء المكتب المركزي للإحصاء.